# Dominik Feštr
Dominik Feštr (* 29. prosince 1971) je bývalý český basketbalista hrající Národní basketbalovou ligu za tým BK Ústí nad Labem a jeho pozdější trenér. Hrál na pozici pivota.
Je vysoký 199 cm, váží 108 kg.

## Kariéra
- 1998 - 2007 : BK Ústí nad Labem

## Trenér
- - 2010 : SLUNETA Ústí nad Labem

## Statistiky
| Sezóna   | Soutěž      | Odehrané minuty | Průměr na zápas | Body | Průměr na zápas |
| -------- | ----------- | --------------- | --------------- | ---- | --------------- |
| 1998/99  | Mattoni NBL | 537.3           | 14.1            | 209  | 5.5             |
| 1999/00  | Mattoni NBL | 705.9           | 20.8            | 264  | 7.8             |
| 2000/01  | Mattoni NBL | 561.1           | 14.8            | 229  | 6.0             |
| 2001/02  | Mattoni NBL | 618.0           | 19.3            | 205  | 6.4             |
| 2002/03  | Mattoni NBL | 642.5           | 20.1            | 238  | 7.4             |
| 2003/04  | Mattoni NBL | 427.1           | 15.3            | 180  | 6.4             |
| 2004/05  | Mattoni NBL | 667.6           | 19.6            | 255  | 7.5             |
| 2005/06  | Mattoni NBL | 527.9           | 15.5            | 193  | 5.7             |
| 2006/07* | Mattoni NBL | 258.1           | 19.9            | 85   | 6.5             |

 *Rozehraná sezóna - údaje k 20.1.2007 